# Ponte Marechal José de Abreu
A Ponte Marechal José de Abreu é uma ponte que fica sobre o Rio Santa Maria, no estado brasileiro do Rio Grande do Sul.
A ponte sai do município de Rosário do Sul, na direção leste e combina com a BR-290 para cidade de São Gabriel.Foi inaugurada em 1969 pelo presidente Costa e Silva. É considerada a maior da metade sul do Rio Grande do Sul e a terceira maior ponte de concreto armado do Brasil.[carece de fontes?]